# Astragalus peterfii
Astragalus peterfii — вид квіткових рослин з родини бобових (Fabaceae). Ареал охоплює такі країни: Румунія.

## Середовище
Уподобання цього виду щодо середовища існування невідомі. Немає інформації про реальні чи потенційні загрози.